# Besalú

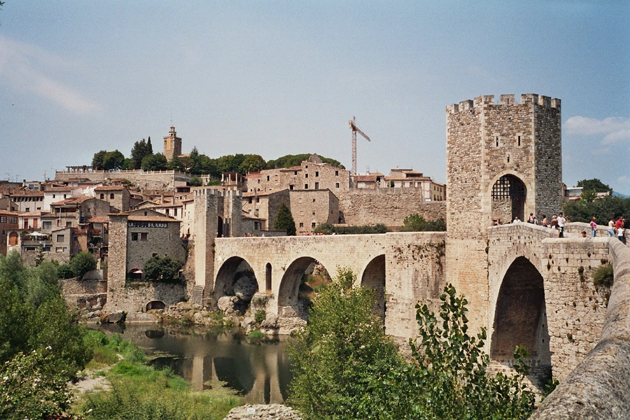
Zicht op het middeleeuwse dorp Besalú

Besalú is een gemeente in de Spaanse provincie Girona, comarca Garrotxa, in de regio Catalonië met een oppervlakte van 5 km². Besalú telt 2.438 inwoners (1 januari 2016).

## Demografische ontwikkeling
Bron: INE, 1857-2011: volkstellingen